# Kanton Saint-Germain-les-Belles
Kanton Saint-Germain-les-Belles (francouzsky Canton de Saint-Germain-les-Belles) je francouzský kanton v departementu Haute-Vienne v regionu Limousin. Tvoří ho osm obcí.

## Obce kantonu
- Château-Chervix
- Glanges
- La Porcherie
- Magnac-Bourg
- Meuzac
- Saint-Germain-les-Belles
- Saint-Vitte-sur-Briance
- Vicq-sur-Breuilh